# Sebastian Ładyżyński
Sebastian Ładyżyński (ur. 28 sierpnia 1985 we Wrocławiu) – polski kompozytor. W jego dorobku znajduje się muzyka poważna, filmowa, teatralna oraz muzyka do gier komputerowych.

## Życiorys
Jest absolwentem i wykładowcą Akademii Muzycznej im. Karola Lipińskiego we Wrocławiu, gdzie studiował u Grażyny Pstrokońskiej-Nawratil, Podyplomowych Studiów Muzyki Filmowej, Komputerowej i Twórczości Audiowizualnej w Akademii Muzycznej w Łodzi oraz w Państwowej Wyższej Szkole Filmowej, Telewizyjnej i Teatralnej im. Leona Schillera w Łodzi oraz Studiów Mistrzowskich w King’s College w Londynie. W roku 2014 otrzymał stopień doktora sztuki z kompozycji we wrocławskiej Akademii Muzycznej.
W roku 2012 oraz 2015 był stypendystą Ministerstwa Kultury i Dziedzictwa Narodowego. W 2019 został laureatem programu stypendialnego Narodowego Centrum Kultury – Młoda Polska.
Od 2015 pełni funkcję Kierownika Pracowni Muzyki Teatralnej i Filmowej w Akademii Muzycznej im. Karola Lipińskiego we Wrocławiu.
Jest laureatem konkursów kompozytorskich i filmowych, a muzyka skomponowana przez niego była prezentowana w kilkudziesięciu krajach na czterech kontynentach (Argentyna, Australia, Austria, Białoruś, Bośnia i Hercegowina, Brazylia, Chorwacja, Cypr, Czechy, Francja, Gruzja, Grecja, Japonia, Hiszpania, Holandia, Kanada, Niemcy, Meksyk, Peru, Polska, Rosja, Rumunia, Serbia, Słowacja, Słowenia, Stany Zjednoczone, Ukraina, Węgry, Wielka Brytania, Włochy).

## Muzyka poważna[2]
- Kamea na orkiestrę symfoniczną (2007)
- just breathe! na ﬂet solo (2007)
- Nastri na 6 instrumentów (2008)
- Introit, Kyrie, Gloria na wielką orkiestrę symfoniczną i chór (2008)
- Vento na skrzypce i elektronikę (2009)
- Las 0.1a na elektronikę i grupę dzieci (2009)
- Missa Spei na wielką orkiestrę symfoniczną i chór (2009)
- Spells and hexes na flet i harfę (2009)
- O obrotach sfer niebieskich na orkiestrę kameralną (2009)
- Konghou na harfę i elektronikę (2009)
- Freedom na taśmę (2010)
- Inny Chopin na taśmę (2010)
- Vinyl i Vi na altówkę solo (2010)
- SU536 na fagot i elektronikę (2011)
- Boroughs na orkiestrę smyczkową, zestaw perkusyjny, gitarę basową i taśmę (2012)
- Lost in translation na 6 instrumentów (2012)
- Kaleidoscope na orkiestrę (2013)
- Live in the Universe na orkiestrę (2013)
- „Taśma” do lamentacji Thomasa Tallisa na system głośnikowy 8.1 (2013)
- Inspirations na orkiestrę i elektronikę (2014)
- Helix na violę da gamba, harfę i taśmę (2015)
- Dark Matter. Koncert na flet, orkiestrę i elektronikę (2015)
- @0ms [atoms] na orkiestrę (2016)
- 4 peace na orkiestrę (2016)
- Omphale na chór mieszany (2017)
- GRA(żyna) na 5 instrumentów (2017)

## Muzyka filmowa[3]
- Przebudzenie (muzyka do filmu krótkometrażowego), reż. Izumi Yoshima, Państwowa Wyższa Szkoła Telewizyjna, Teatralna i Filmowa im. Leona Schillera, Łódź 2010.
- Protozoa (muzyka do filmu krótkometrażowego), reż. Anita Kwiatkowska-Naqvi, Państwowa Wyższa Szkoła Telewizyjna, Teatralna i Filmowa im. Leona Schillera, Łódź 2010.
- Miraż (muzyka do filmu krótkometrażowego), reż. Izumi Yoshima, Państwowa Wyższa Szkoła Telewizyjna, Teatralna i Filmowa im. Leona Schillera, Łódź 2011.
- Red Lili (muzyka do filmu krótkometrażowego), reż. Leyla Comert, Państwowa Wyższa Szkoła Telewizyjna, Teatralna i Filmowa im. Leona Schillera, Łódź 2011.
- Kaukaz (muzyka do filmu krótkometrażowego), reż. Bolek Kielak, Clemence Thurninger, Daniel Wawrzyniak, Państwowa Wyższa Szkoła Telewizyjna, Teatralna i Filmowa im. Leona Schillera, DVD, Łódź 2011.
- Wielkanoc (muzyka do filmu krótkometrażowego), reż. Monika Jordan Młodzianowska, Banana Split, Wydanie DVD, Studio Munka 2011.
- Kigo (muzyka do filmu krótkometrażowego), reż. Izumi Yoshima, Państwowa Wyższa Szkoła Telewizyjna, Teatralna i Filmowa im. Leona Schillera, Łódź 2012.
- Punkt Zero (muzyka do filmu krótkometrażowego), reż. Anna Niesler, Akademia Sztuk Pięknych im. Eugeniusza Gepperta we Wrocławiu, Wrocław 2012.
- Kinki-Tabu, reż. Izumi Yoshida (muzyka do filmu krótkometrażowego), Szkoła Filmowa w Łodzi, Fumi Studio, kolaudacja PISF, 27 marca 2015.
- Zdarzenie plastyczne, reż. Tymon Albrzykowski (muzyka do filmu krótkometrażowego), Szkoła Filmowa w Łodzi, Fumi Studio, 19 września 2015.
- Komisja morderstw (muzyka do serialu TVP1), reż. Jarosław Marszewski, Mediabrigade, Kinoteka, Warszawa, 25 sierpnia 2016[4].
- Błoto (muzyka i dźwięk do filmu 13’), reż. Alicja Błaszczyńska, Szkoła Filmowa w Łodzi, Fumi Studio, 15 grudnia 2017.
- Pionierzy (muzyka do filmu dokumentalnego), reż. Krzysztof Kunert, Mediabrigade, Telewizja Polska, Kolaudacja: Warszawa, 21 maja 2018.
- Ostatnia wieczerza (muzyka do filmu 13’), reż. Piotr Dumała, Fumi Studio, kolaudacja Państwowego Instytutu Sztuki Filmowej: Kino Kultura, Warszawa, 28 lutego 2019.

## Montaż muzyki do filmu, aranżacja
- Sprawiedliwi, reż. Waldemar Krzystek, muz. Zbigniew Karnecki, Telewizja Polska SA 2010.
- 80 milionów, reż. Waldemar Krzystek, muz. Zbigniew Karnecki, Media Brigade 2011[5].

## Muzyka teatralna[6]
- Balladyna (muzyka teatralna), reż. Beata Pejcz, Państwowa Wyższa Szkoła Teatralna im. Ludwika Solskiego we Wrocławiu, wydział lalkarski, 2007.
- Trzema krzyżykami (muzyka teatralna), reż. Teresa Sawicka, Państwowa Wyższa Szkoła Teatralna im. Ludwika Solskiego we Wrocławiu, wydział aktorski, 2008.
- Król Ubu (muzyka teatralna), reż. Michał Derlatka, Państwowa Wyższa Szkoła Teatralna im. Ludwika Solskiego we Wrocławiu, wydział lalkarski, 2009.
- Dziwny Jeździec (muzyka teatralna), reż. Anna Proszkowska, Państwowa Wyższa Szkoła Teatralna im. Ludwika Solskiego we Wrocławiu, wydział lalkarski, 2009.
- Czarownice w bibliotece (muzyka teatralna), reż. Michał Derlarka, Zdrojowy Teatr Animacji, Jelenia Góra-Cieplice, 7 marca 2010.
- W jakim morze jest humorze (muzyka teatralna), Centrum Sztuki Dziecka, Poznań, 4 czerwca 2013.
- Po sznurku (muzyka teatralna), reż. Joanna Gerigk, Wrocławski Teatr Lalek, Wrocław, 11 października 2014.
- Jak se dělá divadlo (muzyka teatralna), reż. Joanna Gerigk, Teatr No Kakabus, Czechy, Praga, 7 listopada 2014.
- Kot Zen, czyli o muzyce i ciszy w teatrze (muzyka teatralna), reż. Joanna Gerigk, Zdrojowy Teatr Animacji, Jelenia Góra-Cieplice, 8 lutego 2015.
- Solartaxi. Samochód na słońce (muzyka teatralna), Teatr Maska, Rzeszów, 3 października 2015.
- Dobrze, że jesteś (muzyka teatralna), reż. Joanna Gerigk, Teatr Lalki i Aktora w Wałbrzychu, 20 lutego 2016.
- Siostra i cień (muzyka teatralna), reż. Joanna Gerigk, Teatr im. Wojciecha Bogusławskiego, Kalisz, 23 kwietnia 2016.
- Kosmiczna Dziura (warstwa muzyczna, elektroniczna, wizualna), Centrum Technologii Audiowizualnych, Wrocław, 3 listopada 2016.
- Apollo i Marsjasz (muzyka teatralna, live electronics), reż. Joanna Gerigk, Państwowa Wyższa Szkoła Teatralna w Krakowie oddział we Wrocławiu, Wrocław, 28 listopada 2016.
- Mandragora (muzyka teatralna), reż. Joanna Gerigk, Teatr Lalki i Aktora w Łomży, 26 lutego 2017.
- Dryl (muzyka teatralna), reż. Marta Streker, Teatr Powszechny w Łodzi, 24 czerwca 2017.
- Nauka Latania (muzyka teatralna), reż. Joanna Gerigk, Białostocki Teatr Lalek, 8 października 2017.
- 5 Skarbów pod Wielkim Śniegiem (muzyka teatralna), koncepcja: Agata Chojnacka, Sebastian Ładyżyński, Szkoła nr 1 z Oddziałami Integracyjnymi w Świdnicy, 19 października 2017.
- Zdziczenie obyczajów pośmiertnych (muzyka teatralna), reż. Marta Streker, Teatr im. Jana Kochanowskiego w Opolu, 3 lutego 2018.
- Café panique (muzyka teatralna), reż. Joanna Gerigk, Wrocławski Teatr Pantomimy, Scena na Świebodzkim, 9 lutego 2018.
- Płetwal 52 (muzyka teatralna), reż. Dorota Bator, 39 Przegląd Piosenki Aktorskiej, Teatr Muzyczny Capitol, Wrocław, 20 marca 2018.
- Szpak Fryderyk (muzyka teatralna), reż. Marta Streker, Teatr Miejski, Gliwice, 26 maja 2018.
- Róża wiatrów (muzyka teatralna), koncepcja: Agata Chojnacka, Sebastian Ładyżyński, Centrum Technologii Audiowizualnych, Wrocław, 26 września 2018.
- Zielona Gęś, czyli najmniejszy teatrzyk świata (muzyka teatralna), reż. Joanna Gerigk, Zdrojowy Teatr Animacji, Jelenia Góra-Cieplice, 31 grudnia 2018.
- Kichot (muzyka teatralna), reż. Joanna Gerigk, Wrocławski Teatr Lalek, Wrocław, 17 marca 2019.
- 13 Bajek (muzyka teatralna), reż. Marta Streker, Teatr Lalki i Aktora w Wałbrzychu, 25 maja 2019.
- Kukułeczka (muzyka teatralna), koncepcja: Agata Chojnacka, Sebastian Ładyżyński, Centrum Technologii Audiowizualnych, Wrocław, 24 lipca 2019.
- Zapisani (muzyka teatralna), reż. Joanna Gerigk, Teatr Arlekin w Łodzi, 15 września 2019.
- Leśni. Apokryf (muzyka teatralna), reż. Marta Streker, Teatr Polski we Wrocławiu, 3 października 2019.

## Muzyka do gier komputerowych
- PackRage (muzyka i dźwięk do gry komputerowej VR), produkcja: Giant Lazer, Wyższa Szkoła Bankowa, Wrocław, 6 grudnia 2017.
- Gran & the Magic Mineral (muzyka i dźwięk do gry komputerowej na platformy mobilne), produkcja: Giant Lazer, sierpień 2018.
- Trash Rage (muzyka i dźwięk do gry komputerowej VR), Giant Lazer, Centrum Technologii Audiowizualnych, Wrocław, 28 marca 2019.

## Nagrody
- 3 nagroda w kategorii prawokonania na Trzecim Międzynarodowym Konkursie Duetów Harfowych w Cieszynie za utwór Spells and Hexes (2009).
- Nominacja w konkursie Call for Sounds na 52 Międzynarodowym Festiwalu Muzyki Współczesnej Warszawska Jesieńza utwórtrajectory 0.1a (2009).
- Wyróżnienie w konkursie kompozytorskim poznańskiego Centrum Sztuki Dziecka za utwór „Las 0.1” (2009).
- Grand Prix w Konkursie Młodych Kompozytorów w Mińsku na Białorusi (2010).
- KAN 2011 Wrocław, Kanewka dla filmu animowanego dla filmu Protozoa, nominacja do nagrody im. Juliusza Machulskiego w kategorii najlepszy film animowany (2011).
- Nagroda za szczególne walory artystyczne dla filmu Protozoa, Ogólnopolski Festiwal Autorskich Filmów Animowanych OFAFA 2011, Kraków (2011).
- 12 Międzynarodowy Festiwal T-Mobile Nowe Horyzonty, Wrocław, nominacja dla filmu Miraż (2012).
- 52 Krakowski Festiwal Filmowy, nominacja dla filmu Miraż (2012).
- Festiwal Animocje, Bydgoszcz, nominacja dla filmu Miraż (2012).
- V Festiwal Animator, Poznań, nominacja dla filmu Miraż (2012).
- Wyróżnienie w konkursie kompozytorskim poznańskiego Centrum Sztuki Dziecka za utwór „W jakim morze jest humorze” za harfę celtycką, wizualizację i animację dziecięcą (2012).
- 10th European Animated Film Festival BALKANIMA, Serbia 2013, nominacja dla filmu Kigo (2013).
- 4th Se-ma-for Film Festival 2013, nominacja dla filmu Kigo (2013).
- CineMAiubit 2013, Bukareszt, Rumunia 2013, najlepsza animacja (2013).
- Festiwal Autorskich Filmów Animowanych OFAFA 2013, nagroda za walory estetyczne dla filmu Kigo (2013).
- Festiwal Sztuki Wideo Green Age 2013, druga nagroda dla filmu Kigo (2013).
- Tbilisi International Student Film Festival "AMIRANI" 2013, nominacja dla filmu Kigo (2013).
- The 5th International Festival of Animated Films “TOFUZI”, Gruzja 2013, nominacja dla filmu Kigo (2013).
- Dobrze, że jesteś (muzyka teatralna), reż. Joanna Gerigk, Teatr Lalki i Aktora w Wałbrzychu, Najlepszy spektakl na Festiwalu Teatrów Ożywionej Formy „Maskarada” 2016, Teatr “Maska” w Rzeszowie, maj 2016.
- Dobrze, że jesteś (muzyka teatralna), reż. Joanna Gerigk, Teatr Lalki i Aktora w Wałbrzychu,nagroda Szarego Widza na 29 Międzynarodowym Festiwalu Teatralnym “Walizka” w Łomży, czerwiec 2016.
- Kinki-Tabu, reż. Izumi Yoshida (muzyka do filmu 10'), Szkoła Filmowa w Łodzi, Fumi Studio, Nagroda Specjalna im. Wojciecha Juszczaka za Szczególne Walory Artystyczne,Festiwal “Animator” w Poznaniu, lipiec 2016.
- Kinki-Tabu, reż. Izumi Yoshida (muzyka do filmu 10'), Szkoła Filmowa w Łodzi, Fumi Studio, II Nagroda na Międzynarodowym Festiwalu “Lalka Też Człowiek” w Warszawie, październik 2016.
- Zdarzenie plastyczne, reż. Tymon Albrzykowski (muzyka do filmu 5'), Szkoła Filmowa w Łodzi, Fumi Studio, 29 października 2016, nagroda publiczności na Festiwalu Filmu Autorskiego OFAFA, Kraków, 2016.
- Kinki-Tabu, reż. Izumi Yoshida (muzyka do filmu 10'), Szkoła Filmowa w Łodzi, Fumi Studio, Animex International Festival of Animation and Computer Games, School of Computing, Teesside University, Middlesbrough, Wielka Brytania, 22-31 maja 2017, nagroda: Experimental Animation Award.
- Błoto (muzyka i dźwięk do filmu 13’), reż. Alicja Błaszczyńska, Szkoła Filmowa w Łodzi, Fumi Studio, Jantar za krótkometrażowy film animowany, Festiwal Młodzi i Film, Koszalin, 23 czerwca 2018.
- Najlepszy spektakl na Festiwalu Teatrów Ożywionej Formy „Maskarada” 2016, Teatr “Maska” w Rzeszowie za: Dobrze, że jesteś (muzyka teatralna), reż. Joanna Gerigk, Teatr Lalki i Aktora w Wałbrzychu, maj 2016.
- Nagroda Szarego Widza na 29 Międzynarodowym Festiwalu Teatralnym “Walizka” w Łomży za: Dobrze, że jesteś (muzyka teatralna), reż. Joanna Gerigk, Teatr Lalki i Aktora w Wałbrzychu,czerwiec 2016.
- Nagroda Specjalna im. Wojciecha Juszczaka za Szczególne Walory Artystyczne,Festiwal “Animator” w Poznaniu za: Kinki-Tabu, reż. Izumi Yoshida (muzyka do filmu 10'), Szkoła Filmowa w Łodzi, Fumi Studio, Nlipiec 2016.
- II Nagroda na Międzynarodowym Festiwalu “Lalka Też Człowiek” w Warszawie za: Kinki-Tabu, reż. Izumi Yoshida (muzyka do filmu 10'), Szkoła Filmowa w Łodzi, Fumi Studio, październik 2016.
- Nagroda publiczności na Festiwalu Filmu Autorskiego OFAFA za: Zdarzenie plastyczne, reż. Tymon Albrzykowski (muzyka do filmu 5'), Szkoła Filmowa w Łodzi, Fumi Studio, 29 października 2016, Kraków, 2016.
- Nagroda: Experimental Animation Award za: Kinki-Tabu, reż. Izumi Yoshida (muzyka do filmu 10'), Szkoła Filmowa w Łodzi, Fumi Studio, Animex International Festival of Animation and Computer Games, School of Computing, Teesside University, Middlesbrough, Wielka Brytania, 22-31 maja 2017.
- Jantar za krótkometrażowy film animowany, Festiwal Młodzi i Film, Koszalin za: Błoto (muzyka i dźwięk do filmu 13’), reż. Alicja Błaszczyńska, Szkoła Filmowa w Łodzi, Fumi Studio, 23 czerwca 2018.
- Grand Prix – Kryształowy Animusz, Nagroda Stowarzyszenia FIlmowców Polskich, Festiwal Animator 2019 – 12 Międzynarodowy Festiwal Filmów Animowanych za: Ostatnia wieczerza (muzyka do filmu 13’), reż. Piotr Dumała, Fumi Studio.